# بلدرچین بارانی
بلدرچین بارانی (نام علمی: Coturnix coromandelica) نام یک گونه از تیره قرقاولیان است.